# العلاقات الزامبية المالطية
العلاقات الزامبية المالطية هي العلاقات الثنائية التي تجمع بين زامبيا ومالطا.

## مقارنة بين البلدين
هذه مقارنة عامة ومرجعية للدولتين:
| وجه المقارنة                                              | زامبيا                         | مالطا                                                     |
| --------------------------------------------------------- | ------------------------------ | --------------------------------------------------------- |
| المساحة (كم2)                                             | 752.62 ألف                     | 316                                                       |
| عدد السكان (نسمة)                                         | 17.09 مليون                    | 465.29 ألف                                                |
| الكثافة السكانية (ن./كم²)                                 | 22.71                          | 147.24 ألف                                                |
| العاصمة                                                   | لوساكا                         | فاليتا                                                    |
| اللغة الرسمية                                             | لغة إنجليزية                   | اللغة المالطية، لغة إنجليزية                              |
| العملة                                                    | كواشا زامبي، كواشا زامبي قديم ‏ | يورو، ليرة مالطية                                         |
| الناتج المحلي الإجمالي (بليون دولار)                      | 25.81 مليار                    | 12.54 مليار                                               |
| الناتج المحلي الإجمالي (تعادل القوة الشرائية) بليون دولار | 62.18 مليار                    | 14.68 مليار                                               |
| الناتج المحلي الإجمالي الاسمي للفرد دولار أمريكي          | 1.30 ألف                       | 22.60 ألف                                                 |
| الناتج المحلي الإجمالي للفرد دولار أمريكي                 | 3.90 ألف                       |                                                           |
| مؤشر التنمية البشرية                                      | 0.586                          | 0.839                                                     |
| رمز المكالمات الدولي                                      | +260                           | +356                                                      |
| رمز الإنترنت                                              | .zm                            | .mt                                                       |
| المنطقة الزمنية                                           | ت ع م+02:00                    | توقيت وسط أوروبا، ت ع م+01:00، ت ع م+02:00، أوروبا/مالطا ‏ |

## منظمات دولية مشتركة
يشترك البلدان في عضوية مجموعة من المنظمات الدولية، منها:
| علم المنظمة | اسم المنظمة                               | تاريخ انضمام زامبيا | تاريخ انضمام مالطا |
| ----------- | ----------------------------------------- | ------------------- | ------------------ |
|             | الاتحاد البريدي العالمي                   | ?                   | ?                  |
|             | يونسكو                                    | 9 نوفمبر 1964       | 10 فبراير 1965     |
|             | البنك الدولي للإنشاء والتعمير             | 23 سبتمبر 1965      | 26 سبتمبر 1983     |
|             | منظمة التجارة العالمية                    | ?                   | ?                  |
|             | وكالة ضمان الاستثمار متعدد الأطراف        | 6 يونيو 1988        | 12 سبتمبر 1990     |
|             | دول الكومنولث                             | ?                   | ?                  |
|             | الاتحاد الدولي للاتصالات                  | 23 أغسطس 1965       | 1965               |
|             | منظمة الشرطة الجنائية الدولية             | ?                   | ?                  |
|             | مؤسسة التمويل الدولية                     | 23 سبتمبر 1965      | 1 يونيو 2005       |
|             | الأمم المتحدة                             | 1 ديسمبر 1964       | 1 ديسمبر 1964      |
|             | منظمة حظر الأسلحة الكيميائية              | ?                   | ?                  |
|             | المركز الدولي لتسوية المنازعات الاستشارية | 17 يوليو 1970       | 3 ديسمبر 2003      |

## وصلات خارجية
- موقع وزارة الخارجية المالطية